# География Европейского союза
География Европейского Союза описывает географические особенности Европейского Союза (ЕС), многонациональной структуры, которая занимает большую часть Европы и охватывает 4 422 773 км² (1 707 642 квадратных миль). Европейская территория простирается на северо-восток к Финляндии, на северо-запад к Ирландии, на юго-восток к Кипру (остров, который географически — часть Азии) и на юго-запад Иберии.
В совокупности ЕС представляет собой седьмую по величине территорию в мире. Включая все заморские территории, ЕС граничит с 19 странами.

## География государств-членов
Европейский союз состоит из 27 государств-членов. Посмотреть географию каждого государства:
- Австрия
- Бельгия
- Болгария
- Венгрия
- Германии
- Греция
- Дания
- Ирландия
- Испания
- Италия
- Кипр
- Латвия
- Литва
- Люксембург
- Мальта
- Нидерланды
- Польша
- Португалия
- Румыния
- Словакия
- Словения
- Финляндия
- Франция
- Хорватия
- Чехия
- Швеция
- Эстония

## Физическая география

Топография Европейского Союза

Большая часть Европейского союза находится на европейском континенте. ЕС охватывает менее половины территории Европы, значительную часть континента, особенно на Востоке (например, европейской части России, Украины, Беларуси) и мелкие части на севере и в центре не являются частью ЕС. Государства-члены ЕС граничат с 19 другими странами.
Считается, что береговая линия Европейского Союза, граничащая с Атлантическим океаном, Средиземным морем, Чёрным морем и Балтийским морем, имеет длину 66 000 км . Европейские горы включают Альпы, карпатские, балканские и скандинавские с самой высокой горой в Союзе Монблан.
Несколько заморских и зависимых территорий различных государств-членов и формальные части ЕС (Для Испании: Канарские острова, Сеута и Мелилья; для Португалии: Азорские острова, Мадейра; для Великобритании: Гибралтар и британские суверенные базы на Кипре; для Франции: Реюньон, Французская Гвиана, Мартиника, Гваделупа, Сен-Мартен и Сен-Бартелеми), а в других случаях территории, связанные с государствами-членами не являются частью ЕС (например, Гренландия, Фарерские острова, большинство территорий связаны с Великобританией, Аруба, Нидерландские Антильские острова, Майотта, Французская Полинезия, Уоллис и Футуна или Новая Каледония).
В том числе заморские территории государств-членов ЕС включают большинство типов климата от Арктики до тропического. Следовательно, метеорологически средняя температура по ЕС не имеет смысла. Большинство населения проживает в районах со средиземноморским климатом (Южная Европа), умерено-морским климатом (Западная Европа), или тепло-континентальным или гемибореальным климатом (в восточных странах).

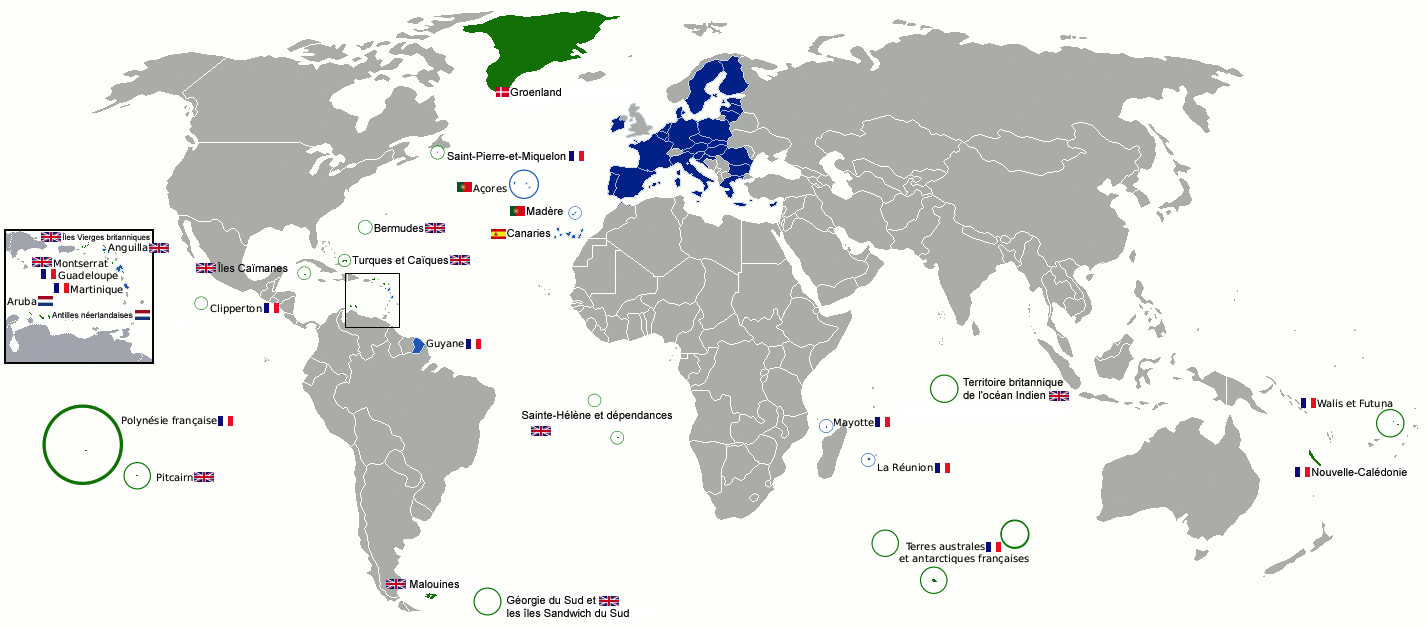
Европейский союз
Отдаленные регионы (часть ЕС)
Заморские страны и территории (не часть ЕС)

### Геология
Самая значительная особенность Европы — дихотомия между нагорьем и гористостью Южной Европы и обширной, частично подводной, северной равниной в пределах от Великобритании на западе до Польши на востоке. Эти две половины разделены горными цепями Пиренеев и Альп/Карпат. Северные равнины разграничены на западе скандинавскими горами и гористыми частями Британских островов. Главными мелководными телами, погружающими части северных равнин, является Кельтское море, Северное море, Балтийское море и Баренцево море.
Северная равнина содержит старый геологический континент фенносарматия, и так может быть расценен как «главный континент», в то время как периферийная горная местность и гористые области на юге и западе составляют фрагменты с различными другими геологическими континентами.
Геология Европы чрезвычайно различна и комплекс дает начало большому разнообразию пейзажей, идущих через континент от Северо-Шотландского нагорья до равнин Венгрии.

### Реки
Следующие реки являются самыми длинными реками в ЕС с их приблизительными длинами:
1. Дунай — 2,860 км
2. Тиса — 1,358 км
3. Рейн — 1,236 км
4. Эльба — 1,091 км
5. Висла — 1,047 км
6. Тахо — 1,038 км
7. Луара — 1,012 км
8. Эбро — 960 км
9. Одер — 854 км
10. Рона — 815 км

## Экономическая география

### Демография
Самым сильно заселённым государством является Германия приблизительно с 84,4 миллионами человек, и наименее сильно заселённым государством ЕС является Мальта с 0,4 миллионами. Уровень рождаемости в ЕС являются низким со средним показателем 1.6 ребёнка у женщины. Самый высокий уровень рождаемости в Ирландии с 16.876 рождениями на тысячу человек в год и Франции с 13.013 рождениями на тысячу человек в год. У Германии имеется самый низкий уровень рождаемости в Европе с 8.221 рождениями на тысячу человек в год.